# Pensylwan
| okres / system                    | okres / system | okres / system | epoka / oddział | epoka / oddział    | wiek / piętro | wiek (mln lat)         |
| --------------------------------- | -------------- | -------------- | --------------- | ------------------ | ------------- | ---------------------- |
| perm                              | perm           | perm           | cisural         | cisural            | assel         | młodsze                |
| karbon                            | karbon         | pensylwan      | pensylwan       | późny pensylwan    | gżel          | 298,9 ±0,15–303,7 ±0,1 |
| karbon                            | karbon         | pensylwan      | pensylwan       | późny pensylwan    | kasimow       | 303,7 ±0,1–307,0 ±0,1  |
| karbon                            | karbon         | pensylwan      | pensylwan       | środkowy pensylwan | moskow        | 307,0 ±0,1–315,2 ±0,2  |
| karbon                            | karbon         | pensylwan      | pensylwan       | wczesny pensylwan  | baszkir       | 315,2 ±0,2–323,2 ±0,4  |
| karbon                            | karbon         | missisip       | missisip        | późny missisip     | serpuchow     | 323,2 ±0,4–330,9 ±0,2  |
| karbon                            | karbon         | missisip       | missisip        | środkowy missisip  | wizen         | 330,9 ±0,2–346,7 ±0,4  |
| karbon                            | karbon         | missisip       | missisip        | wczesny missisip   | turnej        | 346,7 ±0,4–358,9 ±0,4  |
| dewon                             | dewon          | dewon          | późny dewon     | późny dewon        | famen         | starsze                |
| Podział według ICS, wrzesień 2023 |                |                |                 |                    |               |                        |

Pensylwan (ang. Pennsylvanian)
- w sensie geochronologicznym – drugi i ostatni podokres karbonu, trwający około 24,4 miliony lat (od 323,2 ±0,4 do 298,9 ±0,15 mln lat temu). Dzieli się na trzy epoki: wczesny pensylwan, środkowy pensylwan, późny pensylwan, tj. na cztery wieki: baszkir, moskow, kasimow i gżel.

- w sensie chronostratygraficznym – drugi i najwyższy podsystem karbonu. Nazwa pochodzi od Pensylwanii (stanu w USA). Dzieli się na trzy oddziały: wczesny pensylwan, środkowy pensylwan, późny pensylwan, tj. na cztery piętra: baszkir, moskow, kasimow i gżel.